# Семјон Козак
Семјон Антонович Козак (рус. Семён Антонови́ч Козак; 1902 — 1953) генерал-лајтант совјетске Црвене армије, двоструки Херој Совјетског Савеза и народни херој Југославије.

## Биографија
Рођен је 23. маја 1902. године у селу, код Коростења у Украјини. Као деветнаестогодишњи младић учествовао је у Грађанском рату у Совјетском Савезу и служио је у јединицама за специјалне задатке. У Комунистичку партију Совјетског Савеза учланио се 1923. године.
Од 1924. године био је кадровски старешина Црвене армије, а од почетка Великог отаџбинског рата био је задужен за оспособљавање резервних борачких јединица у позадини. Октобра 1942. године упућен је у активну армију и борио се на Стаљинградском, Вороњешком, Седмом и Трећем украјинском фронту. Под његовом командом, 73. гардијска стрељачка дивизија прешла је пут од Волге до средњег тока Дунава. За учешће у уништењу немачких трупа код Стаљинграда, дивизија је добила почасни назив „Стаљинградска“.
За успешно форсирање реке Дњепар и осигуравање наступалишта за напредовање Црвене армије, Указом Президијума Врховног совјета Совјетског Савеза, генерал-мајор Семјон Козак проглашен је за Хероја Совјетског Савеза.
Октобра 1943. године био је контузиран, али је наставио да се бори. За ратне заслуге одликован је, 1943. године, Орденом Кутузова и Медаљом за одбрану Стаљинграда, а 1944. орденима Суворова, Богдана Хмељницког и црвене заставе.
Октобра 1944. године, 73. стаљинградска гардијска стрељачка дивизија, у саставу трупа Трећег украјинског фронта, учествовала је заједно с јединицама Народноослободилацке војске Југославије у Београдској операцији и ослободењу главног града Југославије.
У време битке за Београд жестока борба је вођена на подручју Главне железничке станице, групе зграда Министарства, у Немањиној улици, и на Чукарици, где су се фашисти жилаво бранили. У том делу града заједно су се бориле бригаде Шесте пролетерске, 16. војвођанске и 28. ударне дивизије НОВЈ, Четврти гардијски механизирани корпус, 73. гардијска и 236. дивизија Црвене армије.
За одважност и храброст, показану у борбама приликом ослободења Београда, Председништво Антифашистичког већа народног ослобођења Југославије одликовало је орденима и медаљама више од две хиљаде совјетских војника и официра. Семјон Козак је 20. октобра 1944. године одликован Орденом народног хероја Југославије.
После Београдске операције, дивизија је под његовом командом наставила борбене акције, и међу првим јединицама Трећег украјинског фронта форсирала Дунав. За изврсно руковођење борбеним акцијама 73. гардијске стрељачке дивизије приликом форсирања и проширења наступишта на десној обали Дунава, и тада показану одважност и јунаштво, указом Президијума Врховног савета Совјетског Савеза од 28. априла 1945. године, генерал-мајор Семјон Антонович Козак проглашен је двоструким Херојем Совјетског Савеза.
После завршетка рата, остао је у редовима Совјетске армије. Преминуо је 23. децембра 1953. године у Јужно-Сахалинску. Сахрањен је на гробљу Новодевичје у Москви.